# Nyla Rose
Nyla Rose (nascida em 3 de agosto de 1982) é uma atriz americana e lutadora profissional contratada pela All Elite Wrestling, onde conquistou o Campeonato Mundial Feminino da AEW . Ela também estrelou a série de televisão canadense de 2016, The Switch .
Rose se tornou a primeira lutadora abertamente transgênero da história a assinar com uma importante promoção americana em 2019. Ela também é a primeira lutadora trans a ganhar um título em uma grande promoção americana ao vencer o Campeonato Mundial Feminino AEW no ano seguinte.

## Carreira profissional de wrestling
Rose se tornou a primeira lutadora abertamente transgênero a assinar com uma promoção de luta livre profissional americana importante quando assinou com a All Elite Wrestling (AEW) em fevereiro de 2019. Rose fez sua estreia na AEW no evento inaugural da promoção, Double or Nothing. Sua luta tripla contra Dr. Britt Baker, DMD e Kylie Rae foi transformada em uma luta quadrupla com a adição surpresa de Awesome Kong. Rose não estaeve envolvida na decisão da luta, pois atingiu um spear em Kong nos degraus do ringue pouco antes de Baker derrotar Rae.
No Fyter Fest, ela se envolveu em uma luta tipla com Riho e Yuka Sakazaki; após a partida, Rose atacou as duas mulheres, estabelecendo-se como um vilã no processo. Rose participou do AEW Women's Casino Battle Royal no All Out, que ela acabou ganhando, garantindo a oportunidade de competir para se tornar a primeira campeã mundial feminina AEW. Na estreia do Dynamite em 2 de outubro de 2019, Rose foi derrotada por Riho pelo título, e atacou Riho após o término da luta. Em 12 de fevereiro de 2020, Rose derrotou Riho para ganhar o Campeonato Mundial Feminino AEW no Dynamite, tornando-se a primeira mulher transgênero a ganhar um campeonato mundial em uma importante promoção de luta livre dos Estados Unidos. Ela defendeu com sucesso o título contra Kris Statlander no Revolution em 29 de fevereiro de 2020. Em 23 de maio no Double or Nothing, Rose perdeu o título para Hikaru Shida. Em 15 de julho de 2020, Rose apresentou Vickie Guerrero como sua gerente.
Em fevereiro de 2021, foi anunciado que Nyla Rose participaria do AEW Women's World Championship Eliminator Tournament. Na rodada de abertura do lado dos Estados Unidos da chave, Rose venceu Tay Conti. No episódio de 24 de fevereiro do Dynamite, ela derrotou Britt Baker e avançou para a final do lado americano do torneio. Lá, Rose derrotou Thunder Rosa em 1º de março. Na final geral do torneio, realizada no episódio de 3 de março do Dynamite, Rose foi derrotada por Ryo Mizunami. Em 21 de julho, no evento Fyter Fest, Rose enfrentou Britt Baker pelo AEW Women's World Championship, mas foi derrotada por submissão. No episódio de 17 de novembro do Dynamite, Rose participou do torneio pelo AEW TBS Championship, onde enfrentou Hikaru Shida e a derrotou, avançando para a próxima fase. No episódio especial de 22 de dezembro do Dynamite, o AEW Holiday Bash, Rose enfrentou Ruby Soho nas semifinais do torneio, sendo derrotada.
Em 16 de abril de 2022, no evento AEW Battle of the Belts II, Rose enfrentou Thunder Rosa no evento principal da noite pelo AEW Women's World Championship, mas foi derrotada.
Em dezembro de 2023, Nyla Rose enfrentou Alejandra Lion em um episódio do Ring of Honor Wrestling, gravado juntamente com o AEW Holiday Bash no Paycom Center, em Oklahoma City. Devido às leis do estado de Oklahoma sobre a participação de pessoas transgênero em esportes, a comissão atlética estadual – que ainda regula o wrestling profissional – se reuniu e censurou a AEW por violar suas regras relacionadas ao "wrestling intergênero". Em resposta, o proprietário da AEW e da ROH, Tony Khan, expressou sua decepção com a decisão e declarou apoio pessoal a Rose e aos direitos das pessoas transgênero em geral, embora tenha evitado comentar se a AEW continuará realizando eventos em Oklahoma no futuro.

## Outras mídias
Como atriz, ela estrelou a série de televisão canadense de 2016 The Switch como personagem principal.

## Vida pessoal
Rose é uma nativo americana, com herança Oneida.

## Campeonatos e conquistas
- All Elite Wrestling
  - AEW Women's World Championship ( 1 vez ) [16][29]
  - Women's Casino Battle Royale  ( 2019 ) [30]
- Covey Promotions
  - CP Women's Championship (3 vezes) [31][32]
- Pro Wrestling Illustrated
  - Classificada na 16ª posição entre as 100 melhores lutadoras femininas no PWI Women's 100 em 2020[33]
- United Pro Wrestling Association
  - UPWA Women's Championship (1 vez)  [34]
- Warriors Of Wrestling
  - WOW Women's Championship (2 vezes) [35]
- World Domination Wrestling Alliance
  - WDWA West Virginia Championship (1 vez) [36]